# Wille „Palma” w Szczawnicy
Wille „Palma” w Szczawnicy – zespół trzech zabytkowych, połączonych ze sobą willi w Szczawnicy: „Pod Palmą” („Palma I”), „Pod Polem” i „Pod Magdaleną” („Palma II”) przy ul. Park Górny 14–15 w Parku Górnym.

## Historia
W drugiej połowie XIX wieku parcela, na której stoją obecne pensjonaty, należała do Łukasza Malinowskiego. Ferdynand Olexy – po sprowadzeniu się do Szczawnicy – nabył parcele przy Paru Górnym. Olexy (wraz z żoną) był właścicielem restauracji w Tarnowie oraz dzierżawił „Hotel Krakowski” należący do Eustachego Sanguszki.
Pensjonaty były budowane w latach 1885–1889 (w rejestrze NID pojawiają się daty powstania willi: 1905 dla „Palmy I” i 1890 dla „Magdalenki”, czyli „Palmy II”). Były to pierwsze domy w Szczawnicy, w których zainstalowano system spłukiwania w porcelanowych ustępach: codziennie dostarczano wodę do zbiornika znajdującego się w wieży dachowej, skąd spływała do klozetów.
Budynki zostały połączone w 1927 roku.
W czasie II wojny światowej przez pewien czas działał tu lazaret dla niemieckich lotników i żołnierzy ukraińskich. Po wojnie wille zostały upaństwowione i przejęte przez Fundusz Wczasów Pracowniczych. W 1991 roku spadkobiercy Oleksych odzyskali wille i sprzedali je (podobnie jak wcześniej stało się z nieco niżej położoną willą „Wacław”, wybudowaną w 1910 roku przez syna Oleksych, Józefa).
„Palma I” ma adres ul. Park Górny 14, „Palma II” (dawna „Magdalenka”) – ul. Park Górny 15. Trzecia willa nie ma własnego adresu pocztowego.

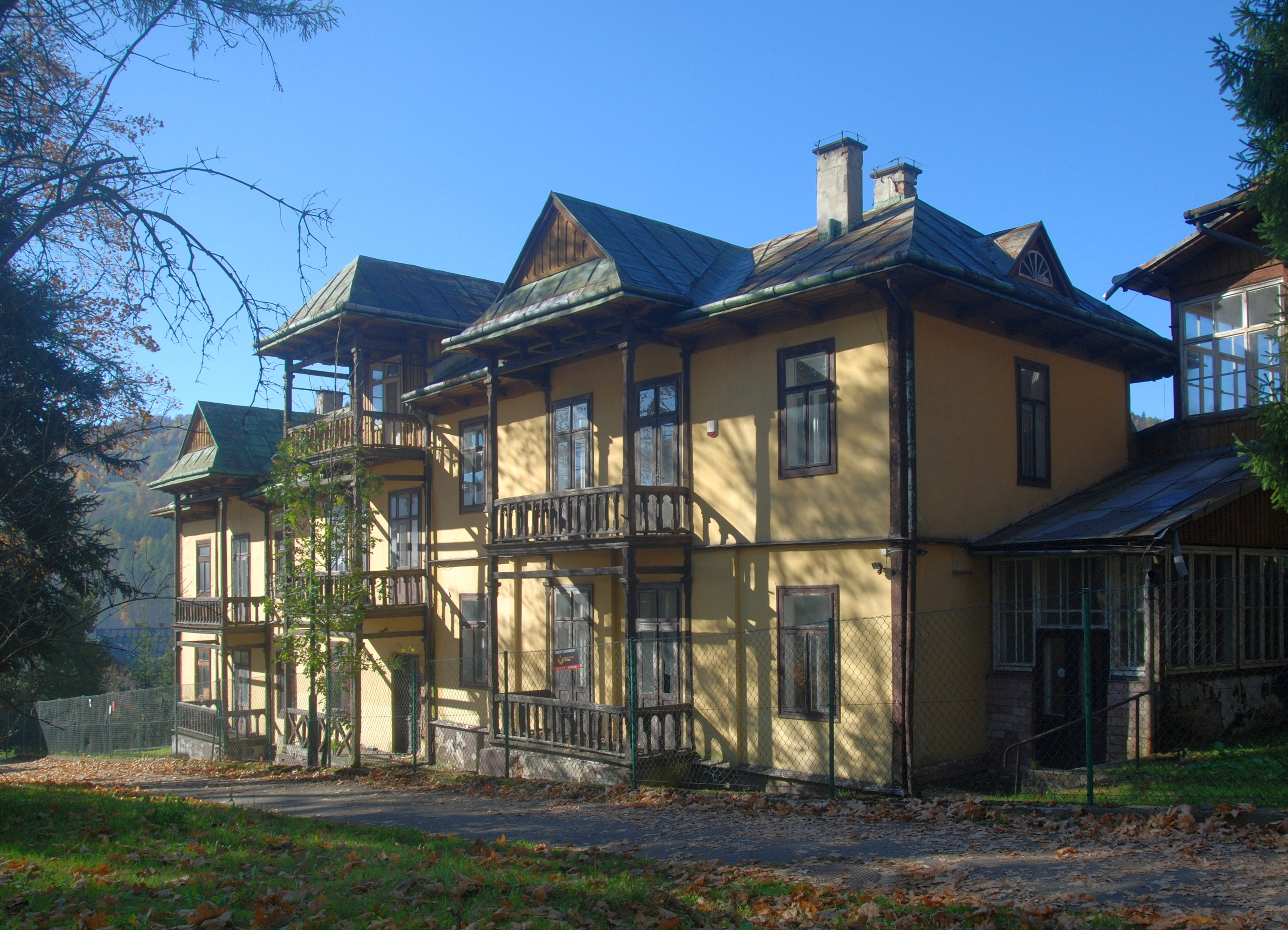
Willa „Palma II” (dawna „Magdalenka”)